# 道格拉斯鎮區 (巴特勒縣)
道格拉斯鎮區（英語：Douglass Township）為位在美國堪薩斯州巴特勒縣的鎮區。2010年美国人口普查中該鎮區人口有2,171人。

## 歷史
道格拉斯鎮區於1874年設立。該鎮區名稱以最早居住於此的住民卡普廷·約瑟夫·道格拉斯（Captain Joseph Douglass）命名。

## 地理
道格拉斯鎮區涵蓋面積93.29平方（36.02平方英里），境內擁有一座城鎮：道格拉斯。

### 墓園
根據美國地質調查局的資料，此鎮區僅有1座墓園：
- 道格拉斯墓園（Douglass Cemetery）

### 溪流
通過此鎮區的溪流有：
- 小沃爾納特河（Little Walnut River ）

## 人口統計
根據2010年美國人口普查，道格拉斯鎮區人口有2,171人，人口密度為23.34人/平方公里。種族方面，96.96%為白人；0.32%為非裔美洲人；0.88%為美洲原住民；0.41%為亞洲人；0%為太平洋島民；0%為其他種族；另外有1.43%為兩個或以上的種族。而西班牙裔美國人或拉丁美洲人佔該鎮區人口的1.98%。

## 外部連結
- City-Data.com （页面存档备份，存于）